# Yū Tamura (Fußballspieler)
Yū Tamura (japanisch 田村 友 Tamura Yū; * 22. November 1992 in der Kitakyushu) ist ein ehemaliger japanischer Fußballspieler.

## Karriere
Tamura erlernte das Fußballspielen in der Schulmannschaft der Kyushu International University High School und der Universitätsmannschaft der Fukuoka-Universität. Seinen ersten Vertrag unterschrieb er 2015 bei Avispa Fukuoka. Der Verein spielte in der zweithöchsten Liga des Landes, der J2 League. Am Ende der Saison 2015 stieg der Verein in die erste Liga auf. Für den Verein absolvierte er 34 Ligaspiele. 2017 wurde er an den Erstligisten Urawa Reds ausgeliehen. 2017 gewann er mit dem Verein die AFC Champions League. 2018 kehrte er zum Zweitligisten Avispa Fukuoka zurück. Im Juli 2018 wechselte er zum Ligakonkurrenten Montedio Yamagata. Für den Verein absolvierte er vier Ligaspiele. Im August 2019 wurde er an den Drittligisten Thespakusatsu Gunma ausgeliehen. Für den Verein absolvierte er 12 Ligaspiele. 2020 wurde er an den Drittligisten SC Sagamihara ausgeliehen. Für den Verein aus Sagamihara absolvierte er sieben Drittligaspiele. Nach Ende der Ausleihe kehrte er zu Montedio zurück.
Am 1. Februar 2021 beendete Tamura seine Karriere als Fußballspieler.

## Erfolge
Urawa Reds
- AFC-Champions-League-Sieger: 2017